# Huntingdon (Tennessee)
Huntingdon – miasto w Stanach Zjednoczonych, w stanie Tennessee, w hrabstwie Carroll. Według danych z 2000 roku miasto miało 4349 mieszkańców.